# Pichhore
Pichhore é uma cidade e uma nagar panchayat no distrito de Shivpuri, no estado indiano de Madhya Pradesh.

## Demografia
Segundo o censo de 2001,  Pichhore  tinha uma população de 14,897 habitantes. Os indivíduos do sexo masculino constituem 53% da população e os do sexo feminino 47%. Pichhore tem uma taxa de alfabetização de 64%, superior à média nacional de 59.5%: a literacia no sexo masculino é de 70% e no sexo feminino é de 58%. Em Pichhore, 14% da população está abaixo dos 6 anos de idade.